# Gotlands kommunvapen

Gotlands kommunvapen är helt likt Gotlands landskapsvapen sånär som färgen på bakgrundsfältet.

Gotlands kommunvapen har två förebilder, vapnet för landskapet och vapnet för centralorten, den tidigare staden Visby. Vid kommunbildningen 1971 fanns, trots den stora mängden tidigare kommuner på ön, endast ett kommunalt vapen, det för Visby stad med ett gudslamm (Agnus Dei) i rött fält. Den nya Gotlands kommun valde att utforma sitt vapen på samma sätt som landskapet och länet, med en vädur i fältet, men med stadens röda färg på fältet för att skilja dem åt. Vapnet fastställdes och registrerades dock inte förrän 1987.

## Blasonering
Blasonering: I rött fält en stående vädur av silver med beväring av guld, förande ett på korsstav av guld fästat rött baner med bård och fem flikar av guld.

## Vapen för tidigare kommuner inom den nuvarande kommunen

### Visby

Visby stadsvapen från 1943.

Visby var stad redan under medeltiden och hade då två befolkningsgrupper som delvis levde under skilda regler, den gotländska menigheten och den tyska menigheten. Inte förrän 1340, under Magnus Ladulås regeringstid, påbjöd Kungl. Maj:t att de skulle leva under samma lagar och ha gemensamt sigill. Eftersom den tyska befolkningen sedan länge har assimilerats, bygger dock det vapen som fastställdes av Kungl. Maj:t (regeringen) så sent som den 14 maj 1943 endast på sigillet för den gotländska menigheten, som användes 1288-1340.
Vapnets blasonering löd: I rött fält en agnus dei av silver med blå beväring, därest dylik skall komma till användning, och gloria av guld, bärande på en korsstång av guld en fana av silver, vari ett rött kors, och åtföljd av en framför lammet stående kalk av guld, i vilken blod av guld sprutar.
Trots att vapnet upphörde vid bildandet av Gotlands kommun den 1 januari 1971, kan man fortfarande ibland se det på vykort och andra turistsouvernirer från Visby.